# Mogoče nikoli
Roman Mogoče nikoli, je delo slovenskega pisatelja, prevajalca in urednika Evalda Flisarja. Glavno vprašanje, s katerim se avtor v romanu spopada, je vprašanje o življenju in resničnosti. Delo je izšlo leta 2007 pri založbi Litera v zbirki Piramida.

## Vsebina
Zgodbo pripoveduje 15-letna Miljana Samec, ki živi samo z očetom, saj ji je mati umrla. Dekle ima afazijo, bolezen, ki ji otežuje govor in razumevanje, zato je celotna knjiga napisana v posebnem slogu. Miljana obiskuje logopeda in razen očeta nima pravih prijateljev.  Velikokrat postavlja na videz enostavna, nedolžna vprašanja, ki so v resnici zelo zapletena in neprijetna. Na ta globoka vprašanja poskuša odgovarjati njen oče ali pač kdo, ki je trenutno v bližini. Najpomembnejše vprašanje pa je vprašanje materine smrti in srhljive slutnje možne lastne krivde za to. Bo Miljana kdaj izvedela ali je bila ona kriva za materino smrt? Mogoče nikoli.